# مقاطعة لوس أنجلوس (كاليفورنيا)
مقاطعة لوس انجلوس (بالإنجليزية: Los Angeles County) هي مقاطعة تقع في كاليفورنيا، الولايات المتحدة الأمريكية. عدد سكانها 10179716 (يوليو 2004)، وبذلك تكون المقاطعة الأكثر اكتظاظاً بالسكان في الولايات المتحدة. أهم مدنها لوس أنجلس. تتضمن المقاطعة 88 مدينة بالإضافة إلى العديد من المدن الصغيرة (المجموع 136). مساحتها الكلية 12308 كم2 (4752 ميل مربع).

## جغرافيا
مساحة مقاطعة لوس أنجلس هي 12308 كم2 (4752 ميل مربع)، 10518 كم2 (4061 ميل2) منها يمثل اليابسة، و 1791 كم2 (691 ميل2) مياه، أو 14.55 % من المساحة الكلية. تقع بالقرب من المحيط الهادي، وبها العديد من الأنهار هي: نهر لوس أنجلس، وريو هوندو، ونهر سان غابرييل، ونهر سانتا كلارا. السلاسل الجبلية الرئيسية بالمقاطعة هي جبال سانتا مونيكا وجبال سان غابرييل.

### مقاطعات مجاورة
- مقاطعة فينتورا (الغرب)
- مقاطعة كيرن (الشمال)
- مقاطعة سان بيرناردينو (الشرق)
- مقاطعة أورنج (الجنوب)

### أكبر المدن
- لوس أنجلس
- لونغ بيتش
- غلينديل
- سانتا كلاريتا
- بومونا
- بالمديل
- تورنس
- باسادينا
- لانكاستر
- إل مونتي

## أعلام
- نيكول أفانت
- أورلاندو براون
- جون بي. مكاي
- تريشيا لي فيشر
- ستيف بريدغز
- كيفن كيلي
- ديبورا فورمان
- تيدي إيكلز
- جيني ريفيرا
- بيغي ستيوارت
- ريتشارد إل. برين

## وصلات خارجية
- الموقع الرسمي نسخة محفوظة 24 أبريل 2006 على موقع واي باك مشين.